# Тогай, Джан
Джан Тогай (венг. Togay Can, тур. Can Togay; род. 27 августа 1955, Будапешт, Венгерская Народная Республика) —  венгерский кинорежиссёр, сценарист, актёр, поэт, продюсер, культурный менеджер и меценат. 

## Биография
Родился 27 августа 1955 года в турецкой семье. Детство проводил в Германии.
В 1969 году присоединился к труппе Петера Халаса. С 1973 по 1978 год учился на факультете немецкого и английского языков в Университете Этвеша Лоранда, затем два года занимался в аспирантуре по немецко-французскому сравнительному языкознанию у Жана-Мари Земба в Новой Сорбонне в Париже, которую окончил в 1980 году. В 1984 году окончил факультет режиссуры в Академии театра и кино. В 1991 году переехал в Финляндию, где прожил четыре года, после чего вернулся на родину.
В 1992 году снятый им художественный фильм «Летний гость» (венг. A nyaraló) участвовал в Каннском кинофестивале.
В 2004 году венгерское издательство Aranykor Kiadó (с венг. — «Издательство Золотого века») выпустило его первый сборник стихов. Получил известность как создатель мемориала Туфли на набережной Дуная в Будапеште, посвященного жертвам Холокоста.

## Фильмография

### Режиссёр
- 1981 — Гранд-отель «Бездна» / Grand Hotel a Szakadékhoz
- 1982 — Танго – эпоха перемен / Tangó – a változások kora
- 1983 — Человек с неба / Ember az égből
- 1984 — День Дьявола / Az ördög napja
- 1985 — Volga
- 1991 — Летний гость / A nyaraló
- 1999 — Зима за спиной Бога / Egy tél az Isten háta mögött

### Сценарист
- 1993 — Остров / A sziget
- 1996 — Солнечное затмение 2000 / Napfogyatkozás 2000
- 1997 — Гламур / Glamour
- 2000 — / A Hídember
- 2003 — По уши влюбленный / Szerelemtől sújtva
- 2004 — Истории из затерянной империи / Történetek az Elveszett Birodalomból
- 2007 — Возможности для дружбы / A barátkozás lehetőségei

### Актёр
- 1973 — Петефи 73 / Petöfi '73
- 1979 — Mozart és Salieri / Mozart és Salieri
- 1984 — Полковник Редль / Oberst Redl
- 1987 — Ossegg oder Die Wahrheit über Hänsel und Gretel / Ossegg oder Die Wahrheit über Hänsel und Gretel
- 1989 — Вынужденный марш / Forced March
- 1990 — Eszterkönyv / Eszterkönyv
- 1990 — Малина / Malina
- 1992 — Я люблю тебя / Zsötem
- 1993 — Mavi Sürgün / Mavi Sürgün
- 1994 — Bir Sonbahar Hikayesi / Bir Sonbahar Hikayesi
- 1997 — Воскресенье Франциски / Franciska vasárnapjai
- 2000 — Fosforlu Cevriye / Fosforlu Cevriye
- 2002 — Снайпер 2 / Sniper 2
- 2002 — Человек-мост / A hídember
- 2004 — Холм роз / Rózsadomb
- 2006 — Merülés / Merülés
- 2007 — Kelj fel és járj! / Kelj fel és járj!
- 2007 — С новым годом, Лондон! / Iyi Seneler Londra
- 2017 — Спутник Юпитера / Jupiter holdja
- 2022 — Мороженое может быть опасным / Veszélyes lehet a fagyi
- 2024 — Фильм «Brigádnapló» / Brigádnapló

## Награды
- Премия Белы Балаша
- Мюнхен, кинофестиваль для старшеклассников — премия за лучшую школьную программу, особое упоминание («День дьявола»)
- Премия Manuscrit de Vercorin за лучший сценарий («Зима на задворках»)
- Будапештский кинофестиваль 1999 — приз за лучшую мужскую роль (Карой Эперьес) («Зима на задворках»)
- Международный конкурс «Сочи 00» — дополнительный сбор жюри («Зима в глуши»)
- Александрийский кинофестиваль 1994 — лучший мужской актер («Осенняя история»)
- Киноактер года — Премия Ассоциации турецких киноактеров («Осенняя история»)